# とまこまいコスプレフェスタ
とまこまいコスプレフェスタ（TOMAKOMAI COSPLAY FESTA）は、2014年より北海道苫小牧市で開催されている漫画・アニメ関連のイベント。

## 概要
2013年に新文化経済振興機構（札幌市）などにより試験的に行われた、ノーザンホースパーク「ノーザンホースパークハロウィン」内でのコスプレイベントに、道内外約200人のコスプレイヤーが参加したことをきっかけに閑散期の観光振興に有効とみた苫小牧市が加わる形で2014年2月から開始。地域活性化などを目的として市内各所の公共施設や事業所・公園等に撮影スポットを設けコスプレイヤーに撮影を楽しんでもらうほか、商業施設などを会場にコスプレ関連のイベントを展開する。
2019年の時点で来場者の内訳は男女比が男性40%・女性60％、地域別では苫小牧市内16%・北海道内80%・北海道外4%で市外者が8割以上となり、宿泊者述べ3,100名・経済効果約5250万円と試算されている。

## 開催履歴
| 回数   | 開催年月日                  | 来場者数       |
| ------ | --------------------------- | -------------- |
| 第1幕  | 2014年2月22日 - 2月23日[6]  | 約7,000人[7]   |
| 第2幕  | 2014年11月1日 - 11月2日[8]  | 約11,000人[9]  |
| 第3幕  | 2015年11月7日 - 11月8日[10] | 約13,000人[7]  |
| 第4幕  | 2016年11月5日 - 11月6日[11] | 約14,000人[12] |
| 第5幕  | 2017年11月4日 - 11月5日[13] | 約16,000人[14] |
| 第6幕  | 2018年11月3日 - 11月4日[15] | 約16,000人[16] |
| 第7幕  | 2019年11月2日 - 11月3日[17] | 約16,000人[18] |
| 第8幕  | 2020年11月7日 - 11月8日[5]  | 約500人[19]    |
| 第9幕  | 2021年11月6日 - 11月7日     | 約2,000人[20]  |
| 第10幕 | 2022年11月5日 - 11月6日[1]  | 約8,000人[1]   |
| 第11幕 | 2023年11月4日 - 11月5日     | 約9,500人[21]  |
| 第12幕 | 2024年11月2日 - 11月3日[22] |                |

## 主な会場
中心部を中心に展開され、郊外のコスプレロケーションへ向かう臨時のアクセスバスも運行される。
- 苫小牧駅前通商店街（屋外イベント、コスプレダンパ他）
- グランドホテルニュー王子（屋内イベント、更衣室他）
- 樽前山神社（開会式）
- 苫小牧西港フェリーターミナル（フェリーコスプレ開放）
- イオンモール苫小牧内・スガイディノス苫小牧（ボウリング大会ほか）
- MEGAドン・キホーテ苫小牧店（屋内イベント、痛車展示ほか）

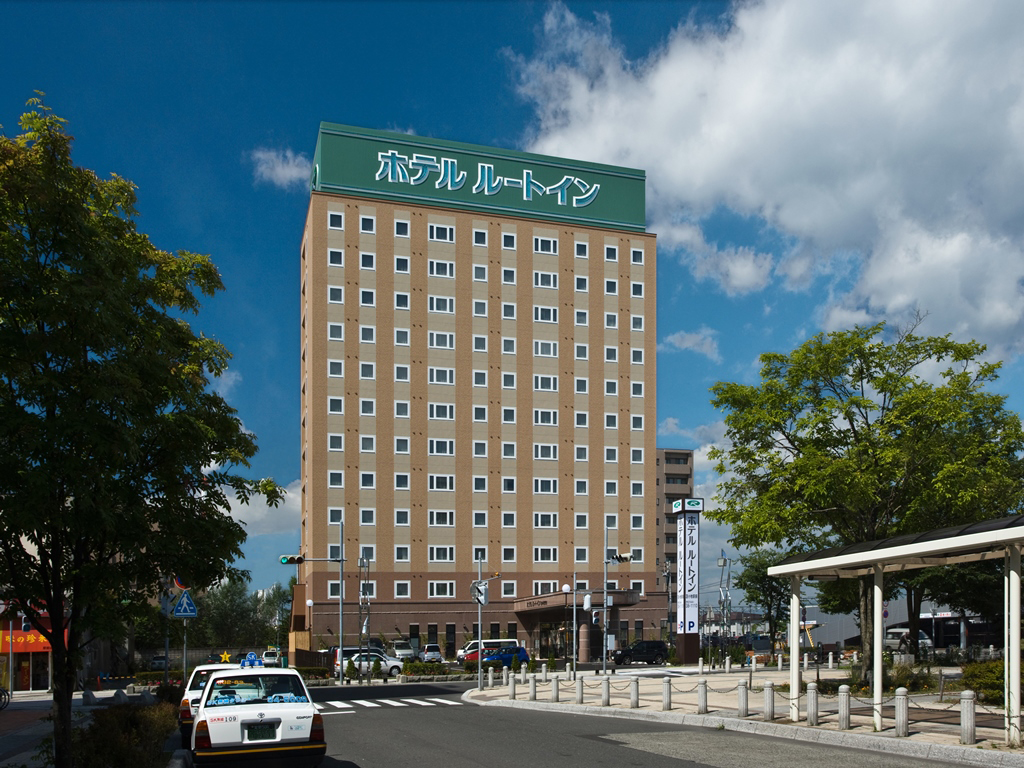
苫小牧駅前
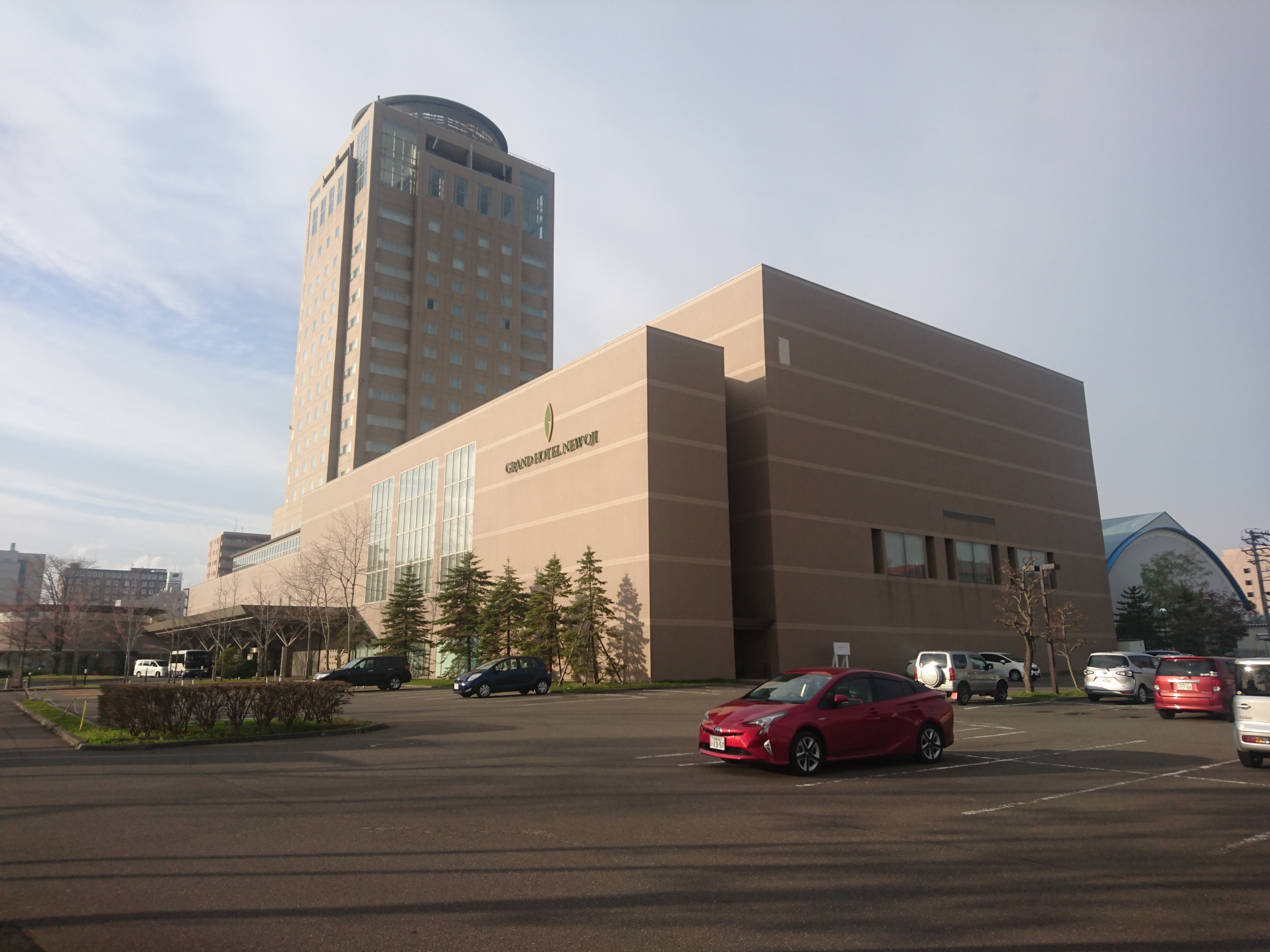
グランドホテルニュー王子
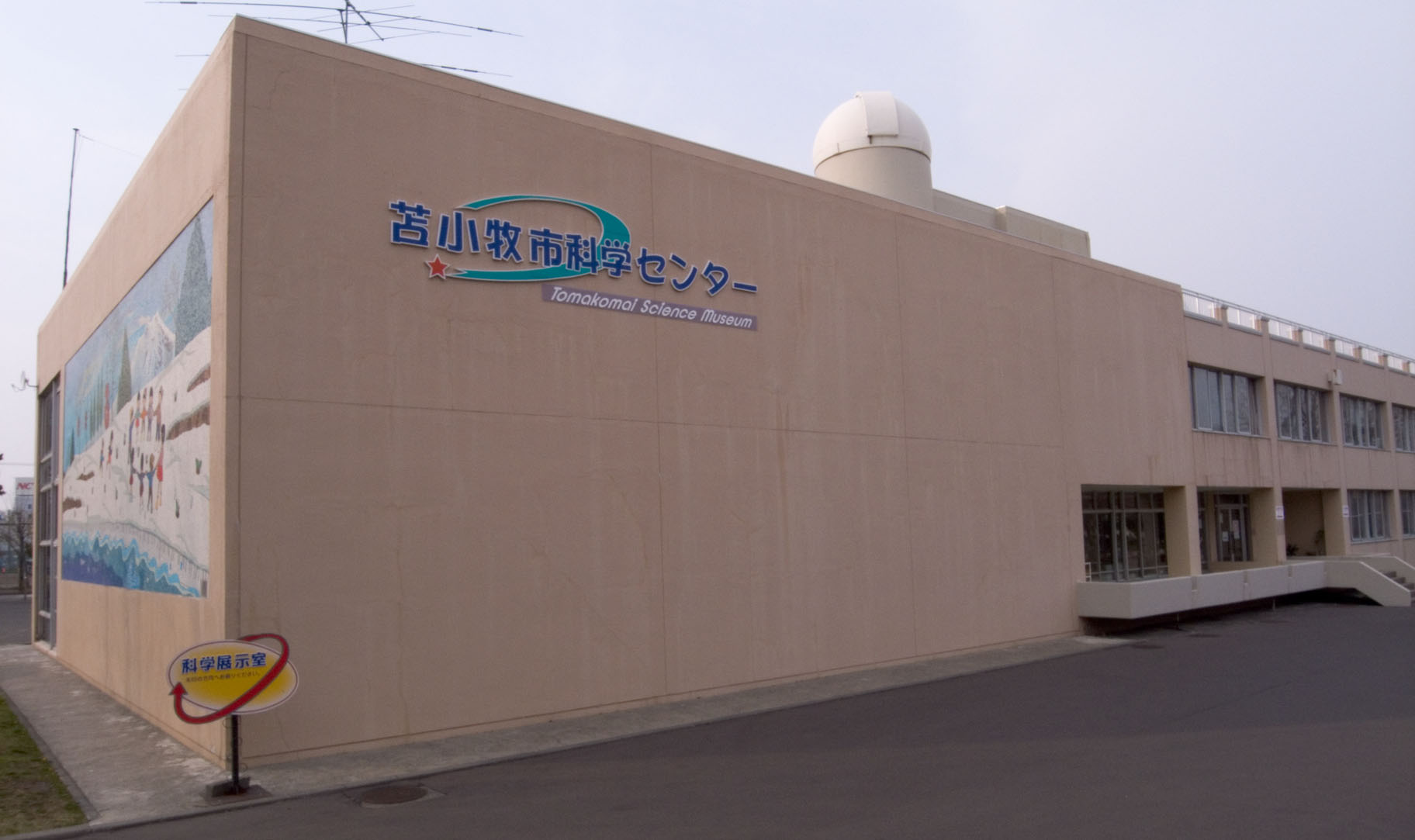
苫小牧科学センター
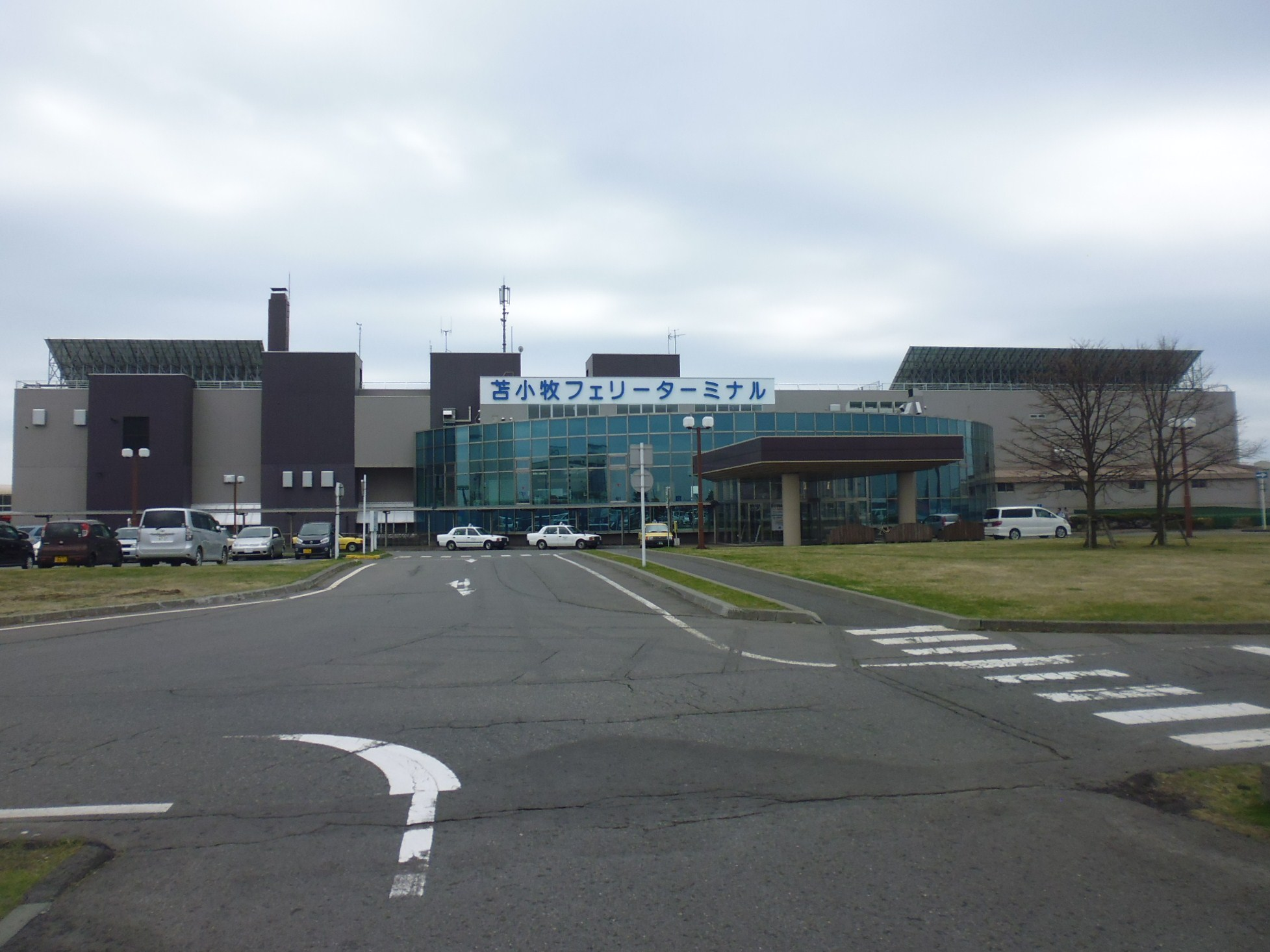
苫小牧西港フェリーターミナル
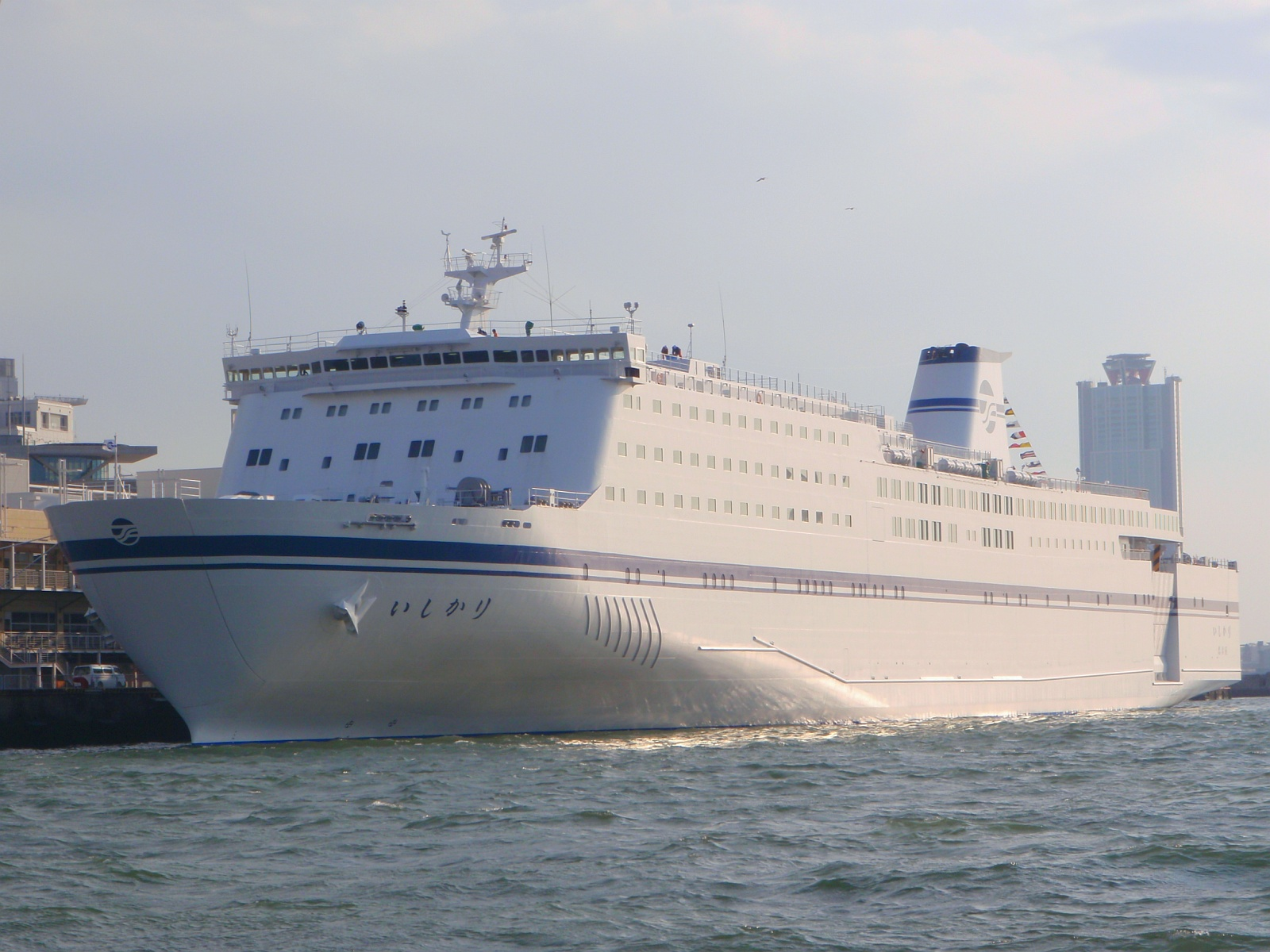
太平洋フェリー「いしかり」
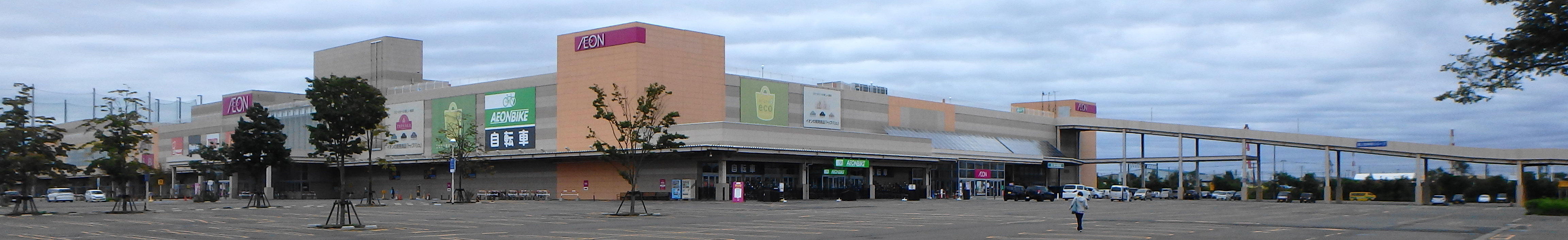
イオンモール苫小牧
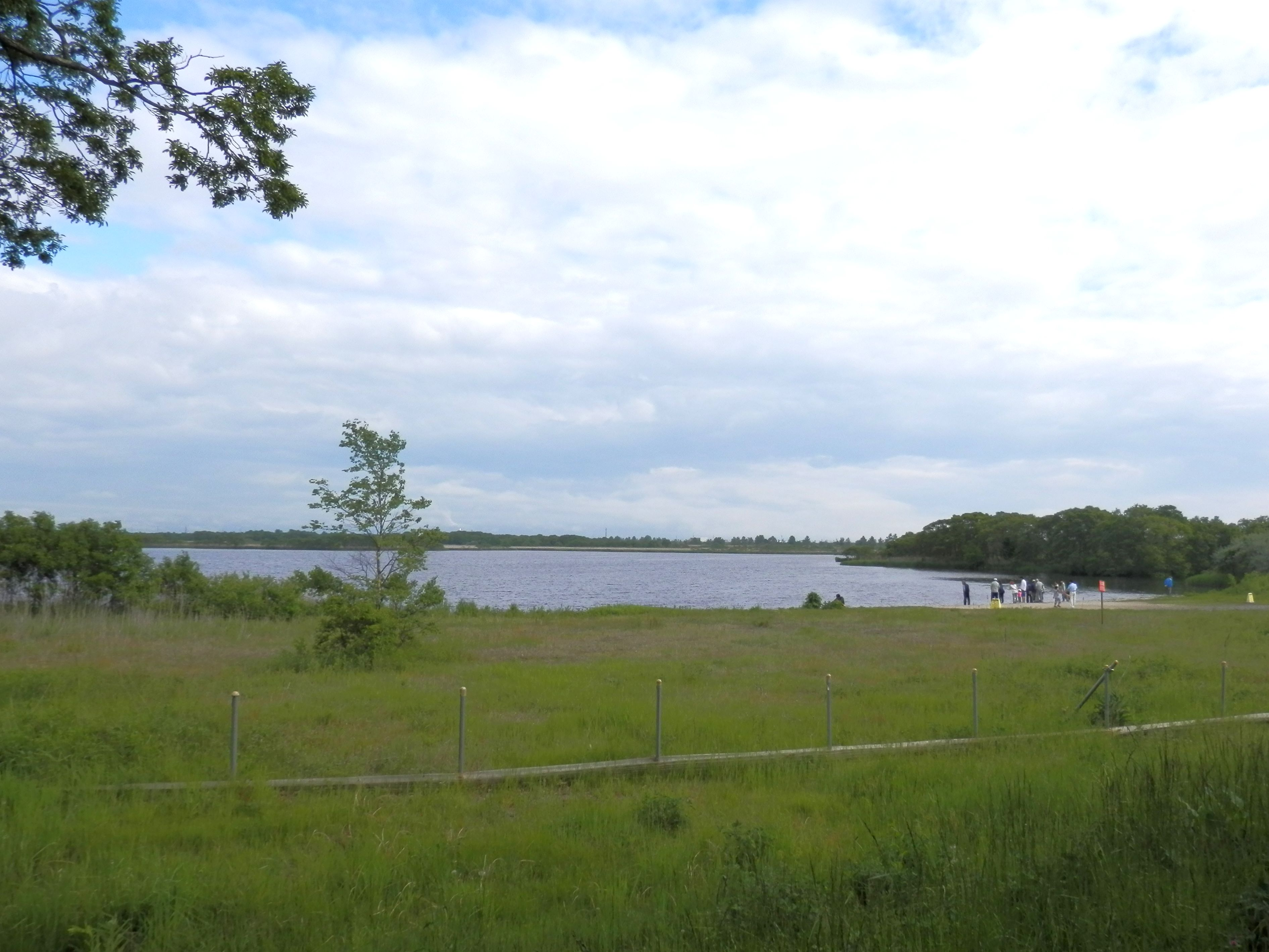
ウトナイ湖
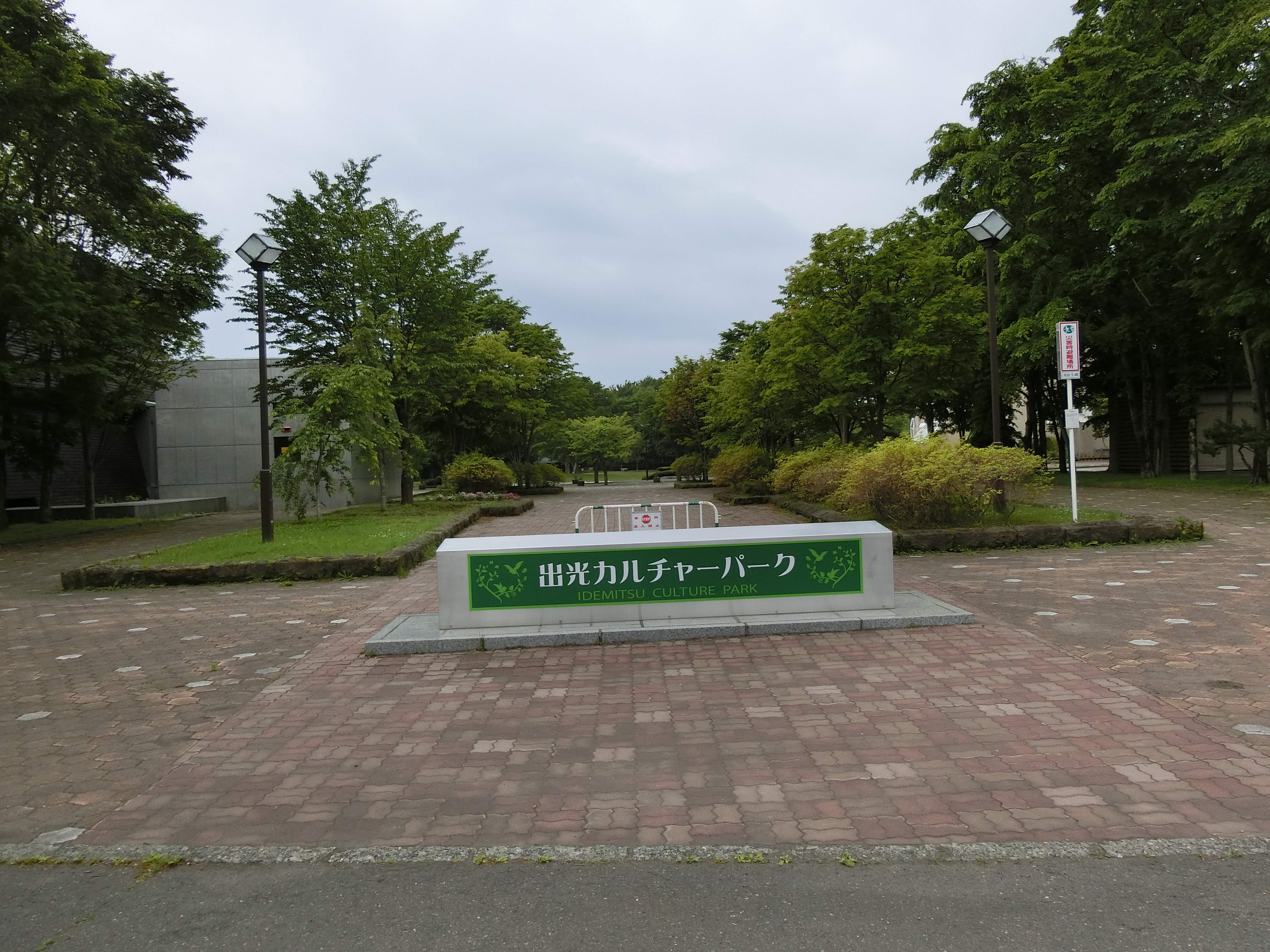
出光カルチャーパーク

## 公式キャラクター
札幌市のイラスト・デザイン制作会社「エクスデザイン」のイラストレーター「iltusa（いっさ）」のデザインによる「マコ」と「まい」が設定されており、毎年違う衣装デザインがイベントのキービジュアル等に用いられる。また、2014年・2015年にはLINEスタンプも発売された。
二人は神様の役所から派遣された苫小牧地区の愛と平和を守る新米役人として普段は「ウトナイ女子高校」の学生として暮らしながら人間には見えない6次元の異世界から苫小牧を狙う悪の組織「ブラックとまチョップ」から苫小牧のパワーバランスの均等化を保つ役割の「とまチョップ」を守る存在となっている。
まい
- 年齢:16歳、身長:160cm、血液型:B型、職業：学生、好きな食べ物:ホッキ貝を使った料理・ハスカップ・よいとまけ
- 空神省から派遣された新米役人。表を感じさせず勝気で出世欲の強い性格で、しっかり物でマコより年上っぽく見える。また料理が得意で、料理が苦手なマコによく料理を作ってあげている。17万都市の警備に配属されたのが不満で、早く札幌の様な大きな都市に配属されたいと思いつつも苫小牧の良さに気づきながら生活しているマコを見るうちに次第に苫小牧が好きになっていく。
- ゴッドバージョンは電気・炎・飛行の属性で白鳥をモチーフとした槍型の武器「スワンブレード」を持ち、電気系の技や飛行を得意としたスピード系で、いつも飛びつつマコより優位に見えるがいつもうまく弱点をカバーされてやられてしまう。

マコ
- 年齢:17歳、身長:152cm、血液型:AB型、職業:学生、好きな食べ物:ホッキ貝を使った料理、ハスカップ、よいとまけ、こまい
- 海神省から派遣された新米役人。ちょっとおっとりした優しい性格の一方でたまに好きな物事にアツくなる2面性を持つ。苫小牧の良さに気づきながら満足しながら生活し食べ盛りで工場萌えの趣味も持っている。
- ゴッドバージョンは水・氷・地面の属性でアイスホッケーのスティックをモチーフとしたハンマー型の武器を持ち、滑るように走り重い一撃を打つパワー系の攻撃を行う。まい程ではないが飛行能力も少々兼ね備える。

衣装コンセプト
- 第1幕:ウトナイ女子高校制服 - 太平洋フェリーや王子製紙の煙突のカラーリングがモチーフになっている。
- 第2幕:ゴッドバージョン - ラベンダー色のブローチを変身アイテムとしてバトルスタイルに変身した姿。本来の姿となる「神化」状態で普通の人間とは異なる特徴が現れる。
- 第3幕:闇落ち - まいが「闇落ち」した姿として黒い衣装を纏い、マコが闇落ちしたまいに立ち向かう。
- 第4幕:チアガール - ウトナイ女子高校チア部に入部
- 第5幕:先祖返り　- 木場町にできた時空のひずみからマイとまこは幕末時代の北海道に飛ばされた。まいとマコの留守を知り、現代の苫小牧に駆けつけてくれたのは、まいとマコのご先祖様だった。
- 第6幕:魔法使い - 幕末時代にいるまいとマコは山のおばあさんに出会う。おばあさんから貰った金色の物体には、不思議な文字が。この文字を指でなぞると激しく発光し、光が全身を包んだ！二人は時空間を移動できる不思議な能力を得る。この力で現代に戻ったが、苫小牧は戦闘により荒れ果てていた。新しい能力により時間を戻すことは出来ても、二人の初心者魔法では街全体を戻すのは無理。そこで北海道中にいる仲間たちにSOSを出した！誰かが駆けつけてくれるのか？？？
- 第7幕:バニーガール　- 統合型リゾートをイメージ。
- 第8幕:マスク着用　- コスプレ×マスクで創作

## 各回詳細

### 第1幕
- 主催：とまこまいコスプレフェスタ実行委員会
- 共催：苫小牧観光協会
- 後援：苫小牧市・苫小牧商工会議所・苫小牧青年会議所・苫小牧観光協会・北海道新聞社苫小牧支社・苫小牧民報社・JTB北海道・新生苫小牧支社
- 協力：ノーザンホースパーク・ホテルニュー王子・苫小牧信用金庫
- 事務局：新文化経済振興機構

### 第2幕
- 協賛：スマイルホテル苫小牧、北海ハイヤー、道南バス、グランドホテルニュー王子、苫小牧信用金庫、ラーメンレストランニングル、苫小牧港開発、東横イン苫小牧駅前、バイキングレストランイートアップ、まるい弁当、がちゃぽん苫小牧店、丸屋仏壇店、ベルコット、アントワーヌ、成瀬商会

### 第3幕
- 協賛：スマイルホテル苫小牧、北海ハイヤー、オバラメガネ、グランドホテルニュー王子、みよしのさっぽろ、ラーメンレストランニングル、苫小牧港開発、スタジオパルフェ、バイキングレストランイートアップ、まるい弁当、東和プリント、丸屋仏壇店、ベルコット、アントワーヌ、成瀬商会、エイト建設、アール・トップス、マルハン苫小牧店

### 第4幕
- 主催：とまこまいコスプレフェスタ実行委員会
- 共催：苫小牧市、一般社団法人苫小牧観光協会、一般社団法人新文化経済機構
- 後援：苫小牧商工会議所、JTB北海道、苫小牧民報社、北海道新聞苫小牧支社
- 協賛：サッポロビール北海道本部道央支社他

### 第5幕
- 主催：第5幕とまこまいコスプレフェスタ実行委員会
- 共催：苫小牧市、一般社団法人苫小牧観光協会、一般社団法人新文化経済機構
- 後援：苫小牧商工会議所、JTB北海道、新生苫小牧支社、苫小牧民報社、北海道新聞苫小牧支社
- 協賛：サッポロビール北海道本部道央支社、北海道コカ・コーラボトリング苫小牧事業所

### 第6幕
- 主催：第6幕とまこまいコスプレフェスタ実行委員会
- 共催：苫小牧市、一般社団法人苫小牧観光協会、一般社団法人新文化経済機構
- 後援：苫小牧商工会議所、新生苫小牧支社、苫小牧民報社、北海道新聞苫小牧支社
- 協賛：サッポロビール北海道本部道央支社、北海道コカ・コーラボトリング苫小牧事業所
- 事務局：新文化経済機構、苫小牧市産業経済部観光振興課、苫小牧観光協会

### 第7幕
- 主催：とまこまいコスプレフェスタ実行委員会
- 共催：苫小牧市、苫小牧観光協会、新文化経済振興機構
- 後援：苫小牧商工会議所、新生苫小牧支社、苫小牧民報社、北海道新聞苫小牧支社
- 協賛：サッポロビール北海道支社、北海道コカ・コーラボトリング
- 協力：STVラジオ、エクシング、家庭教師のトライ、スガイディノス
- 事務局：新文化経済機構、苫小牧市産業経済部観光振興課、苫小牧観光協会
- 応援企業：北海印刷、ダーツハイブ、メイドカフェあみゅーる、PHILIP MORRIS JAPAN、北海道ザンギ連盟、フジタコーポレーション、丸善市町、バイキングレストランイートアップ、JOYSOUND、フジタ産業、ラーメンレストランニングル、STVラジオ、王子サーモン、オバラメガネ、北海ハイヤー

### 第8幕
新型コロナウイルスに伴い規模を縮小、撮影スポットの削減や人数制限をとり、事前申込制やオンラインイベントの導入を行ったうえで開催。

### 第11幕
- 主催：とまこまいコスプレフェスタ実行委員会
- 共催：苫小牧市、苫小牧観光協会
- 後援：苫小牧商工会議所、苫小牧民報社、北海道新聞苫小牧支社
- 事務局：新文化経済振興機構、苫小牧市産業経済部観光振興課、苫小牧観光協会

撮影場所
両日開放
チケット所持者限定
樽前山神社
グランドホテルニュー王子
自由開放
苫花地方卸売市場
苫小牧西港フェリーターミナル
キャッツアイ苫小牧駅前
万代苫小牧店
キラキラ公園
タピオパークゴルフ場
北海道大学苫小牧研究林
4日のみ
チケット所持者限定
太平洋フェリー「きそ」（先着40名）
駒大苫小牧高校
王子製紙迎賓館（グランドホテルニュー王子からバス送迎）
MEGAドン・キホーテ苫小牧店屋上
自由開放
錦町出雲大社
5日のみ
チケット所持者限定
苫小牧駅南口バスターミナル跡
HISAE日本語学校とまこまい校
沼ノ端クリーンセンター
日本軽金属
トヨタ自動車北海道
商船三井さんふらわあ「さんふらわあさっぽろ」（先着40名）
イベント
両日開催
- グランドホテルニュー王子（メイン会場）：とまコス写真展、歴代マイとマコパネル展、コスプレエクセビジョン、苫小牧アニメコンテンツコーナー、アニメグッズ物販、アニメプラモデル展示会
- グランドホテルニュー王子南側敷地：TNGパトレイバー98式AVイングラム出張警備デッキアップイベント（5日14:15のみゲスト古川登志夫）
- 樽前山神社・MEGAドン・キホーテ駐車場：HOKKAIDO痛車ミーティング、キッチンカー出店
- COCOTOMA：落書コーナー、北海道VSマルシェ、猫耳ゴシックメイド喫茶MERCI出張営業
- MEGAドン・キホーテ：市民交流会場、Cosfest Live
- 機動警察パトレイバー原画展

4日のみ
- グランドホテルニュー王子：アニソンカラオケマスターズ、コスプレイヤー撮影会
- 樽前山神社：成功祈願開会式、痛車ミーティング
- コスプレボウリング大会：GIGOBOWLイオンモール苫小牧

5日のみ
- グランドホテルニュー王子：古川登志夫スペシャルトークショー、ビンゴ大会、ふみアニソンピアノコンサート、閉会式

協賛事業
- アニソンDJイベント「コスCUBE」（ELLCUBE 4日18:30 - 21:30）
- タカハシグループ イベント参加者カラオケルーム優先利用（両日 カラオケ歌屋苫小牧駅前店・苫小牧元町店）

出演者
- MC：shiho（両日）、藤井孝太郎（STVアナウンサー 4日のみ）
- 声優ゲスト：古川登志夫
- コスプレイヤー撮影会：神野りょう、日和みこと、ゆめみ
- アニソンピアノコンサート：ふみ
- Cosfest Live：大林宜裕（司会）

### 第12幕
- 主催：とまこまいコスプレフェスタ実行委員会
- 共催：苫小牧市、苫小牧観光協会
- 後援：苫小牧商工会議所、苫小牧民報社、北海道新聞社
- 協賛：日胆ヒーティング、長岡造園、マルゼン食品、新興電気、三浦造園、住研ハウス、北日本広告社苫小牧支社、弘文堂、セルオート、ダイシン印刷、苫小牧オートリゾート、日軽北海道、MSP、INT、アサコーポレーション、DMR、トータルリペアエムテックス、ミルシステム
- 事務局：新文化経済振興機構、苫小牧市産業経済部観光振興課、苫小牧観光協会

撮影場所
両日開放
チケット所持者限定
樽前山神社
グランドホテルニュー王子
自由開放
苫小牧西港フェリーターミナル
万代苫小牧店
キラキラ公園
タピオパークゴルフ場
北海道大学苫小牧研究林
2日のみ
チケット所持者限定
太平洋フェリー「きそ」
駒大苫小牧高校
王子製紙迎賓館（グランドホテルニュー王子からバス送迎、10名×7組）
MEGAドン・キホーテ苫小牧店屋上（夜間開放）
新苫小牧プリンスホテル 展望レストラン（夜間開放）
自由開放
苫花地方卸売市場
3日のみ
チケット所持者限定
沼ノ端クリーンセンター
トヨタ自動車北海道
駒大苫小牧高校
商船三井さんふらわあ「さんふらわあさっぽろ」（先着40名）
日本軽金属
自由開放
TM.CLASS
イベント
両日開催
- グランドホテルニュー王子（メイン会場）：コスプレエクセビション、同人グッズ頒布会、MERCI出張メイドカフェ、まい・マコパネル展
- MEGAドン・キホーテ苫小牧店：市民交流ステージ・コンシェルジュサービス、とまコス写真展、まい・マコパネル展、サブカルカバーライブ「オタCRUZ」、HOKKAIDO痛車ミーティング、コスプレランウェイ
- 北光ビル：機動警察パトレイバー特別展inとまコス12

2日のみ
- グランドホテルニュー王子：エラ・フレイヤ&ミシャ特別トークショー、エラ・フレイヤ特別撮影会、アニソンカラオケマスターズinとまコス12、ワンピカードCS
- 樽前山神社：成功祈願開会式、痛車ミーティング
- 元気ホール：機動警察パトレイバートークショー、BAN BAN BANアニソンDJイベント
- コスプレボウリング大会：GIGOBOWLイオンモール苫小牧
- MEGAドン・キホーテ苫小牧店：アケアカeスポーツ大会、コスプレホッキカレー早食い大会、コスプレ卓球大会

3日のみ
- グランドホテルニュー王子：ミシャ特別撮影会、コスプレイヤー撮影会、苫小牧漫画アニメクイズ大会、BINGO大会、ポケカCS
- 元気ホール：アニソン!スペシャルライブステージ
- キラキラ公園：はたらくのりもの展示（「備えるフェスタinとまこまい」共催企画）
- MEGAドン・キホーテ苫小牧店：アニソンイントロクイズ大会

協賛事業
- アニソンDJイベント「アニソンアディクションinとまコス」（ELLCUBE 2日）
- まいぷれ苫小牧 コスプレディスコ（COCOTOMA 2日）
- 飲食店連携：ランチ10店・ディナー19店でコスプレ入店可能、一部店舗で参加者特典を展開。

出演者
- MC：shiho（両日）、藤井孝太郎（STVアナウンサー 4日のみ）
- MEGAドン・キホーテMC：大林宣裕、松野⁂瑠烏
- 機動警察パトレイバートークショー：千葉繁、大林隆介、伊藤和典
- コスプレディスコ：TONY・YUICHI・NAOKI（DJ）、JamebooO（ダンス）、WACCHI（MC）
- アニソンアディクションinとまコス：カスケ、ナツメグ、雪野ひなた、kuu.、BAN BAN BAN（アニソンディスコ）
- コスプレイヤー撮影会：神野りょう、日和みこと、ゆめみ
- アニソンスペシャルライブ：綾野ましろ、nonoc、門田しほり・猪俣優也（オープニングアクト）
- オタCRUZ：奏咲、冠羽里美、Journey Reason